# Kandich
Kandich – poseł awarski do Konstantynopola w 558 roku i prawdopodobnie w 561 roku.
W 557 roku Awarowie wyparci z Azji przez Turkutów przybyli w rejon północnego Kaukazu i zawarli sojusz z Alanami zagrożonymi przez huńskie plemię Barsilów. Wódz Alanów Sarozjusz umożliwił Awarom kontakt z bizantyńskim dowódcą w Lazice Justynem. Kandich stanął najpierw przed Justynem. Uciekający przed Turkutami Awarowie chcieli ziemi, na której mogliby się osiedlić. Ponieważ zagadnienie przekraczało kompetencje dowódcy, który wiedział, że nie idzie w tym wypadku o zwykły incydent graniczny, odesłał posłów do Konstantynopola. W styczniu 558 roku poselstwo awarskie pod przewodnictwem Kandicha przybyło do  stolicy Bizancjum. Przybyli wzbudzili w Konstantynopolu sensację  swym egzotycznym wyglądem, zwłaszcza długimi warkoczami, noszonymi na sposób chiński. Kandich przedstawił  cesarzowi biznatyńskiemu Justynianowi prośbę o przyznanie Awarom ziem na osiedlenie się i uznanie ich za sprzymierzeńców, co w praktyce wiązało się również z wypłatą subwencji. Pragnąc wywrzeć na posłach jak największe wrażenie Justynian przyjął ich z pełnym ceremoniałem. Po długich pertraktacjach cesarz zgodził się uznać Awarów za sprzymierzonych, ale na razie nie przydzielił im w granicach Cesarstwa żadnych ziem na osiedlenie. Kandich powrócił z odpowiedzią cesarską i bogatymi darami na Kaukaz. 
Nakłonieni darami przez cesarza Awarowie podbili plemiona huńskie: Barsilów mieszkających między Morzem Kaspijskim a Kubaniem i Sabirów zamieszkałych na prawym brzegu Wołgi. Potem już zupełnie niezależnie od oczekiwań cesarskich podbili również Utigurów i Kutigurów oraz najechali słowiańskich Antów. W 561 roku Bizantyjczycy osiedlili ich na północ od Dunaju jako kordon obronny przed najazdami słowiańskich Sklawinów.
W tym samym 561 roku kagan awarski Bajan wysłał do Konstantynopola kolejne poselstwo z żądaniem zezwolenia na osiedlenie się Awarów na ziemiach Cesarstwa, na południe od Dunaju w Dobrudży. Tym razem poselstwo było o wiele trudniejsze. Awarowie dali się już poznać jako niepewni sprzymierzeńcy, a ziemie o które prosił kagan leżały zbyt blisko ludnych terenów, z których Cesarstwo werbowało swoich najlepszych żołnierzy. Justynian grał więc na zwłokę. Bajan tymczasem stracił cierpliwość i nie mogąc uzyskać o co prosił, postanowił wziąć to siłą. Dowódca wojsk trackich - przeniesiony z Laziki Justyn – dowiedział się o tych planach przez swoich szpiegów i ostrzegł cesarza. Justynian przetrzymał posłów do czasu umocnienia przeprawy przez Dunaj i ściągnięcia na rzekę floty. Kiedy posłów wreszcie wypuszczono Justyn nalegał, żeby odebrać im jeszcze broń zakupioną w Konstantynopolu.